# هد واترز (ویرجینیا)
هد واترز (به انگلیسی: Head Waters) یک منطقهٔ مسکونی در ایالات متحده آمریکا است که در شهرستان هایلند، ویرجینیا واقع شده‌است. هد واترز ۶۲۳٫۹۳ متر بالاتر از سطح دریا واقع شده‌است.